# Ngao mật
Ngao mật (Danh pháp khoa học: Meretrix lusoria) là một loại ngao trong họ Veneridae. Chúng là một loài có giá trị, được khai thác để lấy thịt, vỏ để làm đồ trang trí và được dùng trong Đông y. Ngao mật sống ở vùng triều giữa đến cuối tuyến triều thấp, chỗ đáy cát hay cát bùn với độ mặn của nước triều là khoảng 16%o, chúng sống vùi mình trong đáy. 

## Đặc điểm
Ngao mật là một động vật thân mềm, có hai mảnh vỏ bằng nhau, úp vào và mở ra nhờ bản lề. Vỏ dày hình tam giác, đỉnh vỏ nhô cao, ngả về phía trước, mặt ngoài có lớp sừng nhẵn bóng, màu xám nâu, có những vằn vòng sẫm màu, mặt trong màu trắng, có lớp xà cừ mỏng. Vỏ ngao mật chứa calci với hàm lượng cao dưới dạng muối carbonat, phosphat và sulfat.
Vòi của ngao gồm hai ống, một ống hút vào, mang theo các hạt thức ăn nhỏ li ti, còn ống kia dùng để tống các bã thải ra ngoài. Ngao thu hồi vòi khi thủy triều rút và phụt nước ra ngoài. Thịt ngao mật có giá trị cao trong thực phẩm, được coi là đặc sản. Thịt có vị ngọt, thơm và béo như sò huyết. 

## Khai thác

### Việt Nam
Những nơi có sản lượng ngao mật lớn là các bãi vùng triều ven biển Nam Định, Ninh Bình, Thanh Hóa, Quảng Bình, Quảng Trị, Thừa Thiên Huế, Bến Tre. Mùa khai thác ngao mật vào vụ xuân hè. Người ta dùng một dụng cụ đặc biệt như cái cào, thọc vào cát rồi cời ngao ra. Đem ngao về, rửa sạch, tách vỏ lấy thịt, rồi chế biến vỏ ngao. Thịt ngao mật có tên thuốc trong y học cổ truyền và kinh nghiệm dân gian là xa ngao nhục, có vị ngọt, mặn, tính lạnh, không độc, có tác dụng giải độc, tiêu khát, chống viêm chữa chứng háo khát, say rượu, ung nhọt sưng đau. Dạng dùng thông thường là thức ăn - vị thuốc như nấu cháo, làm canh, xào...

### Trung Quốc

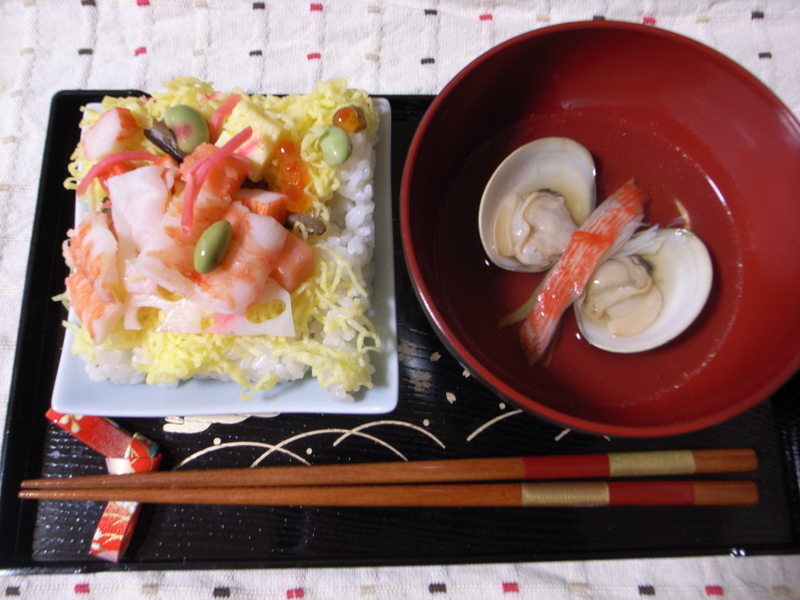
Món ăn từ ngao mật

Ở Trung Quốc, thịt ngao mật phối hợp với thịt sò huyết, cốc tinh thảo, mỗi vị 50g, sao khô, tán nhỏ, nấu với 100g gan lợn đã thái mỏng và một bát nước cơm cho nhừ nhuyễn, rồi ăn cái, uống nước làm một lần trước khi đi ngủ, dùng chữa đục thủy tinh thể. Vỏ ngao mật, tên thuốc là văn cáp, cáp xác hay hải cáp phấn. Dược liệu có vị mặn, tính bình, có tác dụng thanh nhiệt, lợi thấp, hóa đàm. Bột vỏ ngao mật 15g mỗi lần uống với rượu hâm nóng còn chữa được chứng đau bụng ở phụ nữ sau đẻ.